# دارونافير/كوبيسيستات
دارونافير/كوبيسيستات (اسمه التجاري بريزكوبيكس) هو تدابير علاج الإيدز في العلاج والوقاية من الإيدز، وهو دواء مركب ثابت الجرعة، طورته يانسن للأدوية، يحتوي على 800 ملغ من دارونافير و 150 ملغ من كوبيسيستات. دارونافير هو مثبط بروتياز لفيروس نقص المناعة المكتسب أما كوبيسيستات فيزيد فعالية دارونافير من خلال عن طريق منع أيضه بواسطة الإنزيم CYP3A.
رخصت إدارة الغذاء والدواء بتاريخ 29 كانون الثاني 2015 استخدامه في علاج متلازمة العوز المناعي المكتسب. في فبراير 2020، كان دارونافير/كوبيسيستات واحدا من مضادات الفيروسات التي تجرب لمعالجة مرض فيروس كورونا 2019 (كوفيد-19).

## روابط خارجية
- prezcobix - الموقع الرسمي
- HIGHLIGHTS OF PRESCRIBING INFORMATION